# Szymon Marzec
Szymon Marzec (* 28. März 1991 in Danzig) ist ein polnischer Eishockeyspieler, der seit 2020 beim GKS Tychy in der Ekstraliga spielt.

## Karriere

### Club
Szymon Marzec begann seine Karriere in der Nachwuchsabteilung von Stoczniowiec Gdańsk in seiner Geburtsstadt. Von 2008 bis 2010 spielte er für SMS Sosnowiec in der zweitklassigen I liga, bevor er nach Danzig zurückkehrte und dort in der Ekstraliga spielte. 2011 wechselte er für vier Jahre zum JKH GKS Jastrzębie, mit dem er 2013 polnischer Pokalsieger wurde. In dieser Zeit war er bereits mehrfach an Orlik Opole ausgeliehen, wo er 2015 dann für ein Jahr hinwechselte. Von 2016 bis 2020 spielte er dann erneut in Danzig, bevor er sich dem GKS Tychy anschloss.

### International
Für Polen nahm Marzec im Juniorenbereich an der Division I der U18-Weltmeisterschaft 2009 sowie den U20-Weltmeisterschaften 2010 in der Division I und 2011, als der sofortige Wiederaufstieg in die Division I gelang, in der Division II teil.
Sein Debüt in der Herren-Nationalmannschaft gab er bei der Weltmeisterschaft 2019. Zudem vertrat er seine Farben bei der Olympiaqualifikation für die Winterspiele in Peking 2022 und beim Beat Covid-19 Ice Hockey Tournament, das im Mai 2021 im slowenischen Ljubljana ausgetragen wurde.

## Erfolge
- 2011 Aufstieg in die Division I bei der U20-Weltmeisterschaft der Division II, Gruppe B
- 2013 Polnischer Pokalsieger mit dem JKH GKS Jastrzębie

## Ekstraliga/PHL-Statistik
(Stand: Ende der Spielzeit 2020/21)